# Gerard Moll

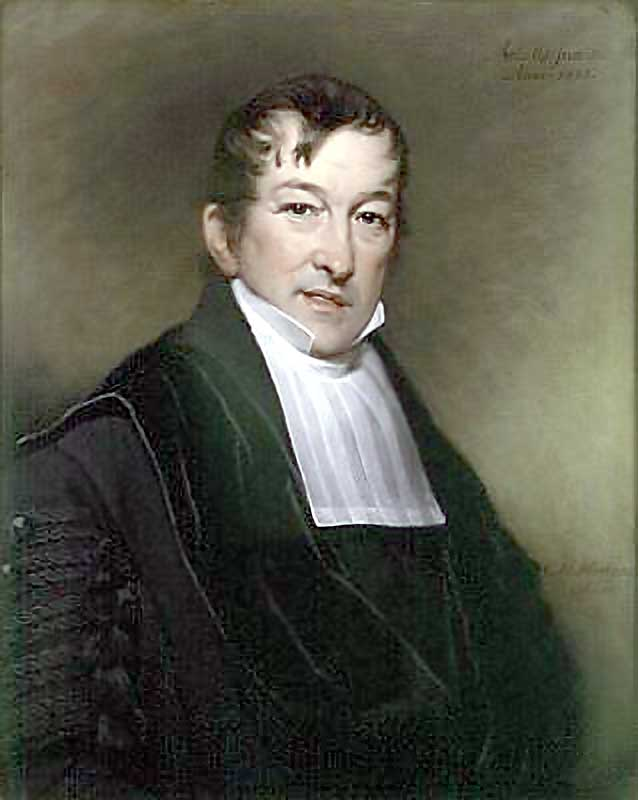
Gerrit Moll

Gerrit Moll (auch: Gerard Moll; * 18. Januar 1785 in Amsterdam; † 17. Januar 1838 ebenda) war ein niederländischer Professor für Mathematik, Astronomie und Physik.

## Leben
Sein Vater Gerard Moll (1755–1812) war Kaufmann. Gerrit sollte wie sein Vater eine kaufmännische Lehre machen, was ihn nicht sonderlich begeisterte. Ab 1801 verbrachte er seine Freizeit mit astronomischen Beobachtungen mit Johan Frederik Keyser (1766–1823) (Frederik Kaisers Onkel) und 1804, auf einer Reise nach London, erwarb er bei Edward Troughton seinen ersten Sextanten. Um nicht in die französische Armee eingezogen zu werden, ließ sein Vater ihn am Amsterdamer Athenaeum Illustre immatrikulieren.
Er studierte in Amsterdam bei dem Professor für Philosophie, Physik und Astronomie Jean Henri van Swinden, und Hendrik Constantijn Cras und David Jacob van Lennep. Von 1810 bis 1812 studierte er in Paris bei Delambre. Ab 1812 war er, als Nachfolger von Jan Frederik van Beeck, auch Direktor des Observatoriums in Utrecht. Moll war von 1812 bis 1815 Professor der Mathematik und Astronomie. Am 28. Oktober verlieh ihm die Universität Utrecht seinen Ph. D. honoris causa. Von 1815 bis 1838 war er in Utrecht, als Nachfolger von Johannes Theodorus Rossijn († 1817),  Professor für Mathematik und Experimentalphilosophie. 1818/19 amtierte er als Rektor der Universität. 1816 wurde er Mitglied der Königlich Niederländischen Akademie der Wissenschaften (seinerzeit Koninklijk Instituut). 1826 wurde er zum Mitglied der Royal Society of Edinburgh gewählt. 1828 wurde er Mitglied der Académie royale de Bruxelles.
Im Winter 1824/25 maß er mit Captain Parry und Lieutenant Foster in Port Bowen die Schallgeschwindigkeit. Sie feuerten nachts mit Kanonen von einem Berg und ermittelten aus der Differenz von Lichtblitz und Knall einen Wert von 332,05 m/s.
Nachdem ihm 1828, bei einem Besuch in London, William Sturgeons Elektromagnet vorgeführt wurde, baute er ebenfalls welche, deren Tragkraft er 1831–1833 auf 65 kg steigerte.
1831 verteidigte er in einem anonymen Schreiben John Daltons Atomtheorie. Am 5. Mai 1832 beobachtete er den Transit des Merkurs.
Nachdem er in Amsterdam dem Typhus erlag, wurde er in Amerongen neben seiner Mutter, der Dichterin Anna Diersen (1766–1831) bestattet. Ein entfernter Verwandter war der Physikprofessor Willem Jan Henri Moll (1876–1947).

## Veröffentlichungen
- Proefnemingen aangaande de snelheid van het geluid; 1825 (Digitalisat)
- Verhandeling over eenige vroegere zeetogten der Nederlanders; 1825 (Digitalisat, zu Willem Ysbrandsz. Bontekoe)[2]
- mit Charles Babbage: Reflections on the Decline of Science in England: And on Some of Its Causes; 1830 (Online)
- On the Alleged Decline of Science in England, by a Foreigner; 1831 (zu Francis Bailys Behauptung)